# Аутопортрет са велом (Милена Павловић-Барили)
Аутопортрет са велом слика је српске сликарке и песникиње Милене Павловић-Барили из 1939. године. У питању је уље на платну димензија 65,5 x 54 cm. Слика је настала у Њујорку где је уметница тада живела. Слика се налази у приватном власништву Маргарет Мелори из Санта Барбаре у Kалифорнији.

## Опис слике
На слици Милена је окренута на десно са ставом елегантне даме. Танким обрвама и уснама и издуженим цртама лица даје израз модерности, а бадемастим очима и издуженим прстима десне руке подражава велике сликаре монументалног средњовековног сликарства. У пропорцијама опонаша антички идеал који благо обавија танким и нежним наборима црног вела. Иза ње је отворен прозор са дрвеном гредом који гледа на ведро небо и пејзаж у ком стоје три фигуре. У даљини је човек на белом коњу испред кога се види танана силуета жене у црвеној хаљини која води дете за руку. Ова представа алудира на раздвојеност од оца који је био врло мало присутан у тренуцима њеног одрастања. Црна површина зида функционише као нека врста паспартуа, празног и граничног места између реалности слике.

## Поштанска марка
Поводом сто година од рођења сликарке Милене Павловић-Барили, Пошта Србије је 6. априла 2009. године, у оквиру традиционалног издања „Уметност” емитовала поштанску марку номинале 22 динара на којој је као мотив приказана њена слика „Аутопортрет са велом”. Графичку обраду марке урадила је Марина Калезић, академски сликар из Београда, док је стручну сарадњу пружила Јелица Милојковић, музејски саветник из Пожаревца. Марка је штампана у новосадској штампарији „Форум” техником вишебојног офсета у шалтерским табачићима од десет комада марака. Тираж је 528.000 комада.
Још две Миленине слике коришћене су као мотиви на југословенским маркама: „Аутопортрет” емитована 1977. године и „Композиција” емитована 1993. године.